# Барнегат Тауншип (Нью-Джерсі)
Барнегат Тауншип (англ. Barnegat Township) — селище (англ. township) в США, в окрузі Оушен штату Нью-Джерсі. Населення — 24 296 осіб (2020).

## Демографія
Згідно з переписом 2010 року, у селищі мешкало 20 936 осіб у 8128 домогосподарствах у складі 6043 родин. Було 9085 помешкань
Расовий склад населення:
| - 91,8 % — білих - 3,3 % — чорних або афроамериканців - 1,7 % — азіатів - 0,1 % — корінних американців - 1,3 % — осіб інших рас |

До двох чи більше рас належало 1,8 %. Частка іспаномовних становила 6,8 % від усіх жителів.
За віковим діапазоном населення розподілялося таким чином: 20,9 % — особи молодші 18 років, 55,0 % — особи у віці 18—64 років, 24,1 % — особи у віці 65 років та старші. Медіана віку мешканця становила 45,9 року. На 100 осіб жіночої статі у селищі припадало 91,7 чоловіків;  на 100 жінок у віці від 18 років та старших — 88,5 чоловіків також старших 18 років.
Середній дохід на одне домашнє господарство  становив 76 409 доларів США (медіана — 65 405), а середній дохід на одну сім'ю — 86 169 доларів (медіана — 75 038). Медіана доходів становила 60 700 доларів для чоловіків та 45 296 доларів для жінок. За межею бідності перебувало 10,5 % осіб, у тому числі 19,5 % дітей у віці до 18 років та 5,1 % осіб у віці 65 років та старших.
Цивільне працевлаштоване населення становило 8810 осіб. Основні галузі зайнятості: освіта, охорона здоров'я та соціальна допомога — 29,5 %, роздрібна торгівля — 15,6 %, науковці, спеціалісти, менеджери — 9,3 %, мистецтво, розваги та відпочинок — 7,8 %.